# Cruz Blanca, Hidalgo
Cruz Blanca är en ort i Mexiko.   Den ligger i kommunen Huasca de Ocampo och delstaten Hidalgo, i den sydöstra delen av landet, 100 km nordost om huvudstaden Mexico City. Cruz Blanca ligger 2 123 meter över havet och antalet invånare är 163.
Terrängen runt Cruz Blanca är lite bergig. Runt Cruz Blanca är det ganska tätbefolkat, med 93 invånare per kvadratkilometer. Närmaste större samhälle är Pachuca de Soto, 18,3 km sydväst om Cruz Blanca. I omgivningarna runt Cruz Blanca växer i huvudsak blandskog.